# Розкадрування

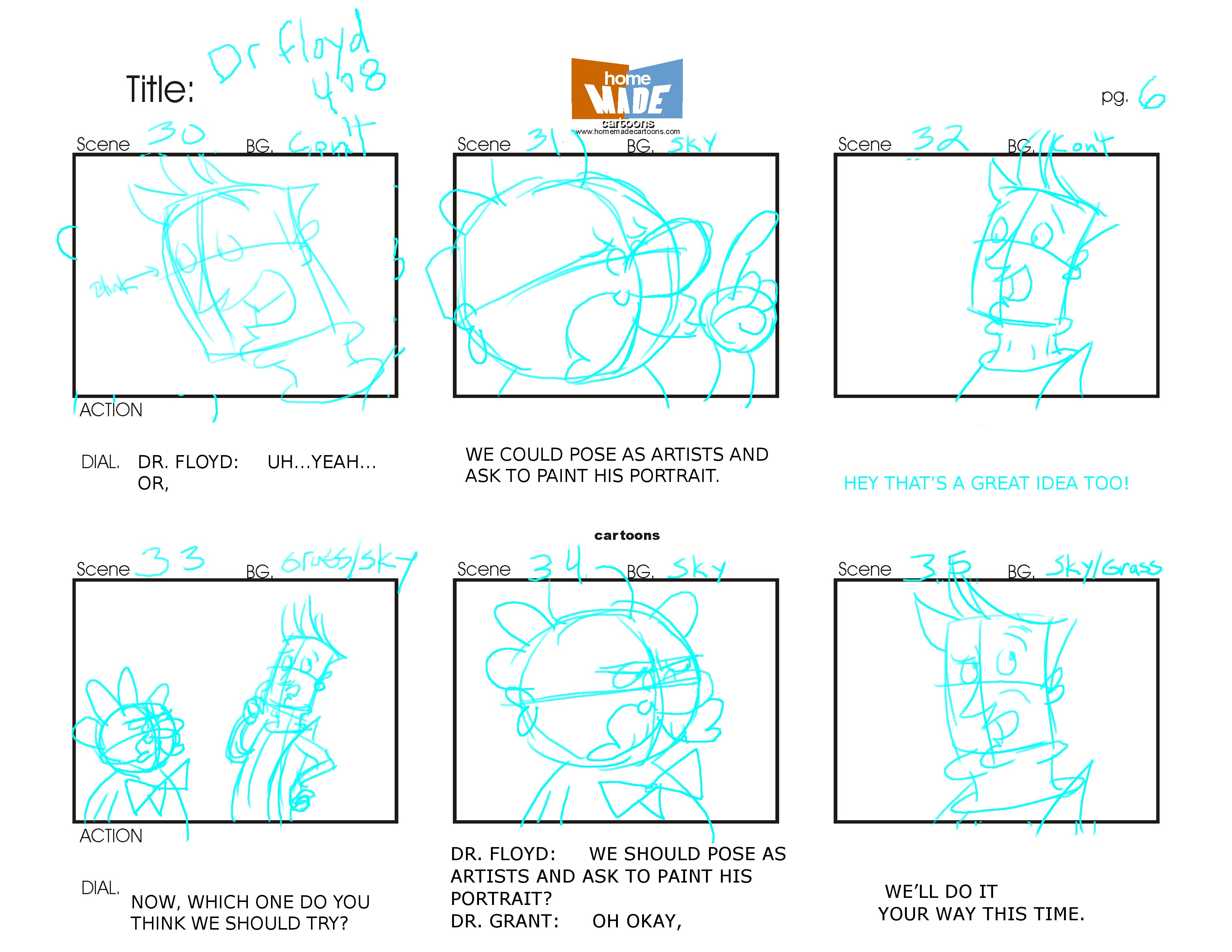
Розкадрування 408-ої серії The Radio Adventures of Dr. Floyd

Розкадрува́ння (англ. Story-board) — представлення сценарію у вигляді послідовності кадрів. Є робочою схемою майбутнього фільму, що пропонує різні схеми, навіть малюнки, креслення, із зображенням кадрів, місця, руху камери, а також вказівки щодо звуку (шуми, музика, голос за кадром, діалоги і т. ін.). Ключові кадри — це кадри, які відображають зміну плану або дії. Всі інші кадри між ними називаються проміжними.
На розкадрування йде набагато менше коштів, ніж на те що б зняти (хоч і чорновий) фільм. Якщо в хвилині відео йде зміна 20 планів, значить має бути 20 малюнків ключових кадрів.

## Історія
Багато бюджетних німих фільмів були розкадровані, але більшість цього матеріалу було втрачено під час скорочення архівів студії в 1970-х і 1980-х роках. Відомо, що Жорж Мельєс був одним із перших кінематографістів, які використовували розкадрування та художню підготовку для візуалізації запланованих ефектів. Однак розкадровка, у широко відомій сьогодні формі, була розроблена в студії Волта Діснея на початку 1930-х років. У біографії свого батька «Історія Волта Діснея» (Генрі Холт, 1956), Діан Дісней Міллер пояснює, що перші повні розкадровки були створені для короткометражного фільму «Троє поросят» 1933 року. За словами Джона Кейнмейкера, в Паперові мрії: мистецтво та художники Діснеївського розкадрування (англ. Paper Dreams: The Art and Artists of Disney Storyboards) (1999, видавнича компанія Hyperion Press), перші розкадровки в Діснеї розвинулися з «ескізів історій», схожих на комікси, створених у 1920-х роках, короткі мультфільми, такі як "Божевільний літак" і «Пароплав Віллі». За кілька років ця ідея поширилася на інші студії.
За словами Крістофера Фінча, в «Мистецтві Волта Діснея» (Абрамс, 1974), Дісней приписує аніматору Веббу Сміту винахід ідеї малювати сцени на окремих аркушах паперу та прикріплювати їх на дошці оголошень, щоб розповісти історію послідовно, таким чином створивши перше розкадрування. Крім того, саме Дісней першим визнав необхідність для студій підтримувати окремий «відділ історії» зі спеціалізованими художниками-розкадровниками (тобто новою професією, відмінною від аніматорів). Другою студією, яка перейшла від «ескізів історій» до розкадровок, була Walter Lantz Productions на початку 1935 року;  до 1936 Harman-Ising і Leon Schlesinger Productions також наслідували цей приклад. До 1937 або 1938 року, всі американські анімаційні студії використовували розкадрування.
"Віднесені вітром" (1939) був одним із перших живих фільмів, у якому буловсе розкадроване. Вільяма Кемерона Мензіса, художника- постановника фільму, найняв продюсер Девід О. Селзнік для оформлення кожного кадру фільму.
На початку 1940-х років, розкадрування стало популярним у виробництві анімацій і перетворилося на стандартне середовище для попередньої візуалізації мультфільмів. Куратор галереї Pace Аннет Мікелосон, яка писала виставку Малюнок у фільмі: режисерські малюнки (англ. Drawing into Film: Director's Drawings), вважала 1940-1990-ті періодом, у якому «виробничий дизайн значною мірою характеризувався застосуванням розкадровки». Зараз розкадрування є невід'ємною частиною творчого процесу.

## Додаткова література
- Миславський В. Н. Кінословник. Терміни, визначення, жарґонізми / пер. з рос. С.В. Мірошніченко, ред. А.Ф. Парамонов. — Харків, 2007. — 328 с. — ISBN 966-8246-59-4.